# Scandale (film, 1948)
Pour les articles homonymes, voir Scandale (homonymie).
Pour plus de détails, voir Fiche technique et Distribution.
Scandale est un film français de René Le Hénaff sorti en 1948.

## Synopsis
Une jeune femme (Cécilia, jouée par Odette Joyeux) qui hérite de la boîte de nuit de son oncle, s'invente un mari gangster, Steve Richardson (Paul Meurisse), afin de se faire respecter.

## Fiche technique
- Titre : Scandale
- Réalisation : René Le Hénaff, assisté de Pierre Méré
- Scénario : Pierre Léaud
- Dialogues : Henri Jeanson
- Image : Marc Fossard
- Musique : Georges Van Parys
- Format : Son mono - Noir et blanc
- Durée : 90 minutes
- Date de sortie : 1er décembre 1948

## Distribution
- Paul Meurisse : Steve Richardson
- Odette Joyeux : Cécilia
- Albert Dinan : Jeff
- Philippe Lemaire : Pierre Porteval
- Bernard Charlan
- Henri Charrett
- Jean Clarieux : Jo, le balafré
- Erno Crisa
- Jacques Dynam
- Charlotte Ecard
- Marcel Pérès : M. Porteval